# Что ты мне сделаешь, когда поймаешь
«Что ты мне сделаешь, когда поймаешь» (пол. Co mi zrobisz jak mnie złapiesz) — польский художественный фильм, комедия 1978 года.

## Сюжет
Директор Кшакоски подозревает, что он вскоре будет уволен. Об этом говорят уже даже уборщицы. Тем временем появляется девушка, с которой Кашкоски познакомился в командировке в Париже. Она беременна (предположительно Кшакоски — отец ребёнка) и, к тому же, дочь какого-то очень важного партийного функционера. Кшакоски решает жениться на ней. Однако сначала не мешало бы развестись со своей законной женой. Самый лучший вариант — доказать измену жены. Итак, Кшакоски втягивает в сотрудничество фотографа, и начинается кутерьма.

## В ролях
- Кшиштоф Ковалевский — Кшакоский, директор «Пол-Пима».
- Эва Вишневская — жена Кшакоского.
- Эва Зентек — Дануся.
- Бронислав Павлик — Роман Ферде, фотограф.
- Веслава Немыска — жена Романа Ферде.
- Здзислав Маклякевич — отец семейства
- Ядвига Курылюк — соседка Романа Ферде.
- Станислав Тым — Дудала, заместитель Кшакоского / Шимек, шофёр посольства в Париже.
- Анджей Федорович — Мругала, работник посольства в Париже.
- Марек Баргеловский — гинеколог.
- Мария Каневская — уборщица на лестнице.
- Януш Гайос — директор магазина деликатесов.
- Войцех Загурский — клиент в магазине деликатесов.
- Ежи Душиньский — Казё, конфликтный клиент в магазине деликатесов.
- Ванда Станиславская-Лёте — жена Казё.
- Изабелла Олейник — Левандовская.
- Тадеуш Сомоги — ведущий в медицинской телевикторине.
- Марек Фронцковяк — хирург, участвующий в медицинской телевикторине.
- Юзеф Нальберчак — рабочий, ожидающий поезд.
- Мариан Лонч — рабочий, ожидающий поезд.
- Тадеуш Плюциньский — инженер Квасьневский, работник «Пол-Пима».
- Стефан Фридман — работник «Пол-Пима».
- Влодзимеж Пресс — мужчина в очереди.
- Ежи Цнота — водитель грузовика.
- Войцех Семион — огородник.
- Зофья Мерле — домработница Кшакоских.
- Ханна Скаржанка — уборщица в рекреационном центре.
- Януш Закшеньский — адвокат.
- Здзислав Шимборский — журналист на пресс-конференции «Пол-Пима».
- Войцех Бжозович — журналист на пресс-конференции «Пол-Пима».
- Хелена Грушецкая — переходящая улицу.
- Войцех Покора — гонящий свиней.
- Станислав Барея — мужчина с чемоданом.
- Юзеф Перацкий — пассажир без билета в поезде
- Сильвестер Пшедвоевский и др.